# William Hill Wells
William Hill Wells (ur. 7 stycznia 1769, zm. 11 marca 1829) – amerykański prawnik i polityk.
W dwóch różnych okresach reprezentował stan Delaware w Senacie Stanów Zjednoczonych. Po raz pierwszy zajmował to stanowisko w latach 1799-1804. Funkcję tę piastował ponownie w latach 1813-1817.
Od jego nazwiska pochodzi nazwa miasta Wellsboro w Pensylwanii.